# Pimentinha
Anderson Wanderllan de Moraes Rodrigues, meglio noto come Pimentinha (São Luís, 13 settembre 1987), è un calciatore brasiliano, attaccante del Sampaio Corrêa.

## Caratteristiche tecniche
È un attaccante che gioca come ala sinistra.